# Церковь Покрова Пресвятой Богородицы (Акулово)
Церковь Покрова Пресвятой Богородицы — приходской православный храм в селе Акулово Одинцовского городского округа Московской области. Относится к Одинцовскому благочинию Одинцовской епархии Русской православной церкви.

## История

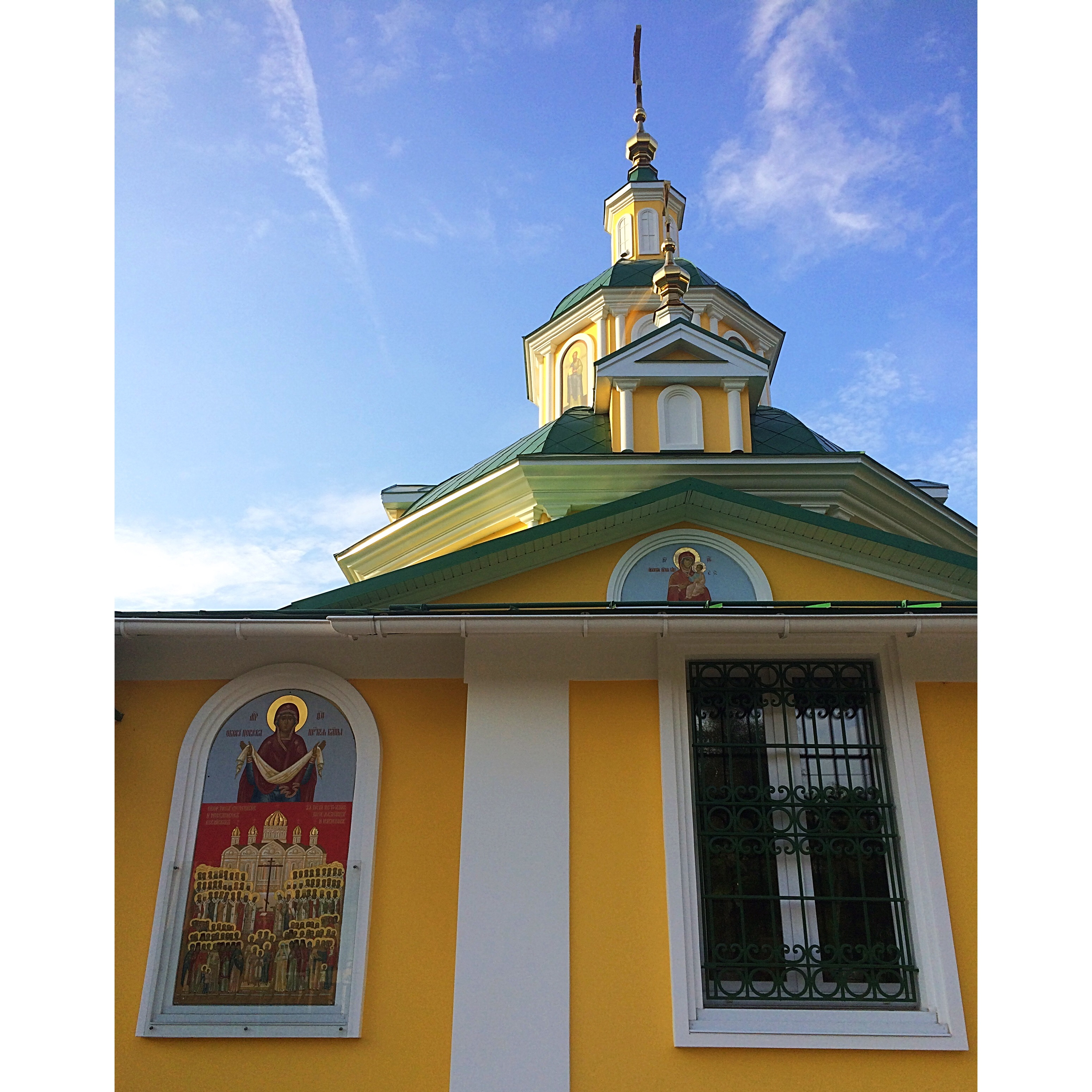
Храм Новомучеников и Исповедников Российских в 2017 году (расположен рядом)

Первый известный храм был возведён в селе в 1676 году тогдашним владельцем Александром Хитрово. К концу XVIII века он сильно обветшал, и в 1807 году Варвара Петровна Разумовская (урождённая Шереметева), хозяйка имения, выстроила каменную церковь того же посвящения, с приделами Казанской иконы Божией Матери и святителя Николая.
Церковь сильно пострадала во время Отечественной войны 1812 года: «престолы и жертвенники из мест своих ископаны и сокрушены, а одежды похищены», разломаны иконостасы, расколоты образа, похищены иконы (в том числе — храмовая икона Покрова Богородицы в серебряной ризе), паникадило, лампады и подсвечники, разграблена вся ризница, церковные книги и около 100 рублей медью и серебром.
Церковь была восстановлена к 1816 году, в 1857 году стены расписали, в 1876 году — построено и начало действовать приходское училище, в 1889 году сделаны новые иконостасы, сохранившиеся до наших дней.
Храм не закрывался, за исключением летней церкви.

## Духовенство
- Настоятель храма — священник Роман Малюта
- иеромонах Павел (Коротких)
- священник Никита Силин
- Почётный настоятель — протоиерей Валериан Кречетов[1]

## Настоятели
- Священник Пётр Боголюбов — настоятель с 1848 по 1874 год;
- священник Василий Орлов (сын Петра Боголюбова) — с 1874? по февраль 1917 года;
- митрофорный протоиерей Сергий Орлов (сын Василия Орлова) — с 1946 по 1970 год (с 1970 по кончину — почётный настоятель)[2];
- митрофорный протоиерей Валериан Кречетов — с 1970 года.